# 1501 nella scienza
L'anno 1501 nella scienza e nella tecnologia includeva molti eventi, alcuni dei quali sono elencati di seguito.

## Astronomia
- Nilakantha Somayaji completa il suo trattato astronomico Tantrasamgraha.

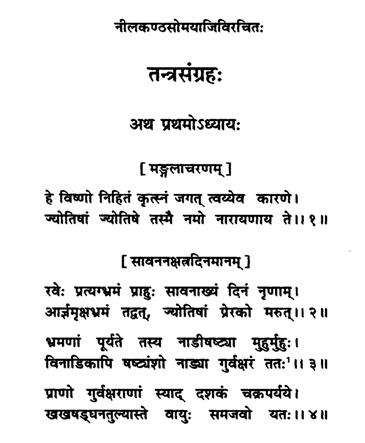
Primi versi del Tantrasamgraha

- Amerigo Vespucci mappa le due stelle Alfa Centauri e Beta Centauri, così come le stelle della costellazione della Croce del Sud, che sono sotto l'orizzonte in Europa.

## Esplorazione
- 25 marzo – Il navigatore portoghese João da Nova probabilmente scopre l'Isola di Ascensione.[1]
- 1 novembre (Tutti i Santi) – Amerigo Vespucci scopre e nomina Baía di Ognissanti  in Brasile.[2]
- Gaspar Corte-Real fa il primo sbarco conosciuto in Nord America da un esploratore dell'Europa occidentale[3]
- Rodrigo de Bastidas diventa il primo europeo ad esplorare l'Istmo di Panama.[3]

## Medicina
- Dal 1501 al 1587, un'epidemia pandemica di febbre, mal di testa, sudorazione. si diffonde in tutta Europa. Inizialmente chiamato morbus Hungaricus (la malattia ungherese), in seguito sarà considerato un focolaio di tifo.[4]

## Pubblicazioni
- Giorgio Valla pubblica De expetendis et fugiendis rebus (1501, 40 libri in 2 vol.), impr. di Aldo Manucius, Venezia. Enciclopedia matematica postuma.

## Nascite
- 17 gennaio - Leonhart Fuchs, botanico tedesco (m. 1566)
- 23 marzo - Pietro Andrea Mattioli, medico e botanico italiano (m. 1577)
- 24 settembre – Gerolamo Cardano, matematico e medico italiano (m. 1576)
- Garcia de Orta, medico ebreo portoghese (morto nel 1568)
- Jodocus Willich (morto nel 1552), medico e umanista tedesco.

## Morti
- Gaspar Corte-Real, esploratore portoghese (nato nel 1450)
- João Fernandes Lavrador (nato nel 1453), esploratore portoghese.